# Plectranthus holstii
Plectranthus holstii là một loài thực vật có hoa trong họ Hoa môi. Loài này được Gürke ex Engl. miêu tả khoa học đầu tiên năm 1894.